# Huang Huahua
Huang Huahua, chino: 黄华华 | chino tradicional: 黄华华 | pinyin: Huang Huahua | hakka: Wong Wa-wa, (* Xingning, Cantón, 1946) es un matemático y político chino.

## Biografía
Nacido en octubre de 1946 en Xingning, Cantón, Huang se graduó en matemáticas por la Universidad Sun Yat-sen. De 1970 a 1978, Huang trabajó en la Fábrica de Maquinaria de la Mina de Carbón de Cantón, se unió al Partido Comunista en 1971 y se desempeñó como subsecretario de la célula del Partido taller. Más tarde fue ascendido a secretario de la Liga de la Juventud Comunista de China (LJC) Comité Municipal de Shaoguan. Huang fue subsecretario del comité provincial de LJCCh 1982 a 1985 y luego como secretario del comité provincial de LJCCh 1985-1987. Antes de convertirse en alcalde de Meixian, Huang se desempeñó como subsecretario de la CPC de la Prefectura de Meixian Comité. Fue alcalde de Meizhou (1988-1992) y, posteriormente, el CPC jefe del partido de Cantón. Fue gobernador de la provincia de Cantón, provincia de la República Popular de China hasta 2011.